# Aechmea stelligera
Aechmea stelligera är en gräsväxtart som beskrevs av Lyman Bradford Smith. Aechmea stelligera ingår i släktet Aechmea och familjen Bromeliaceae. Inga underarter finns listade i Catalogue of Life.